# Salon (Zimmer)

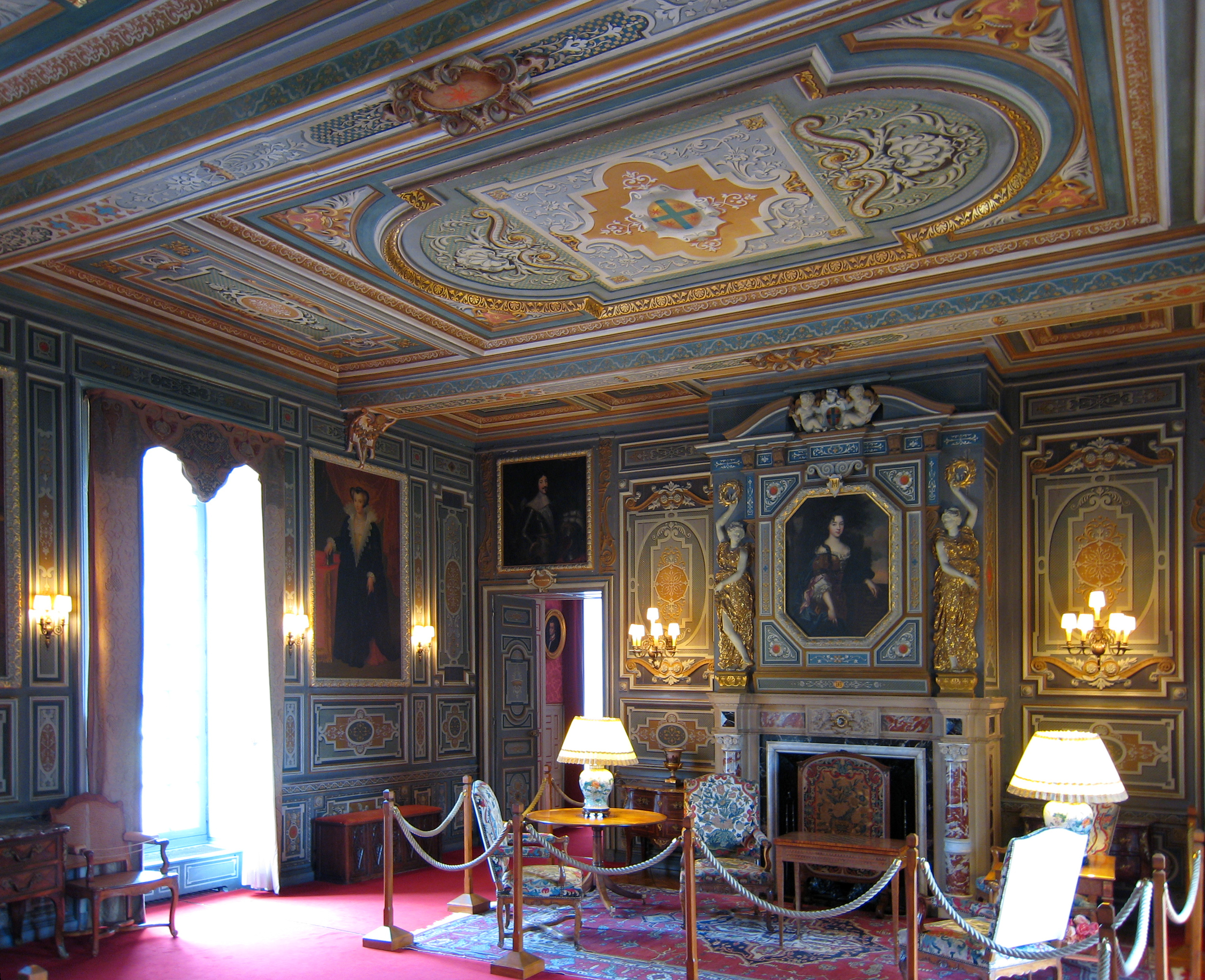
Der „Große Salon“ im Schloss Cheverny

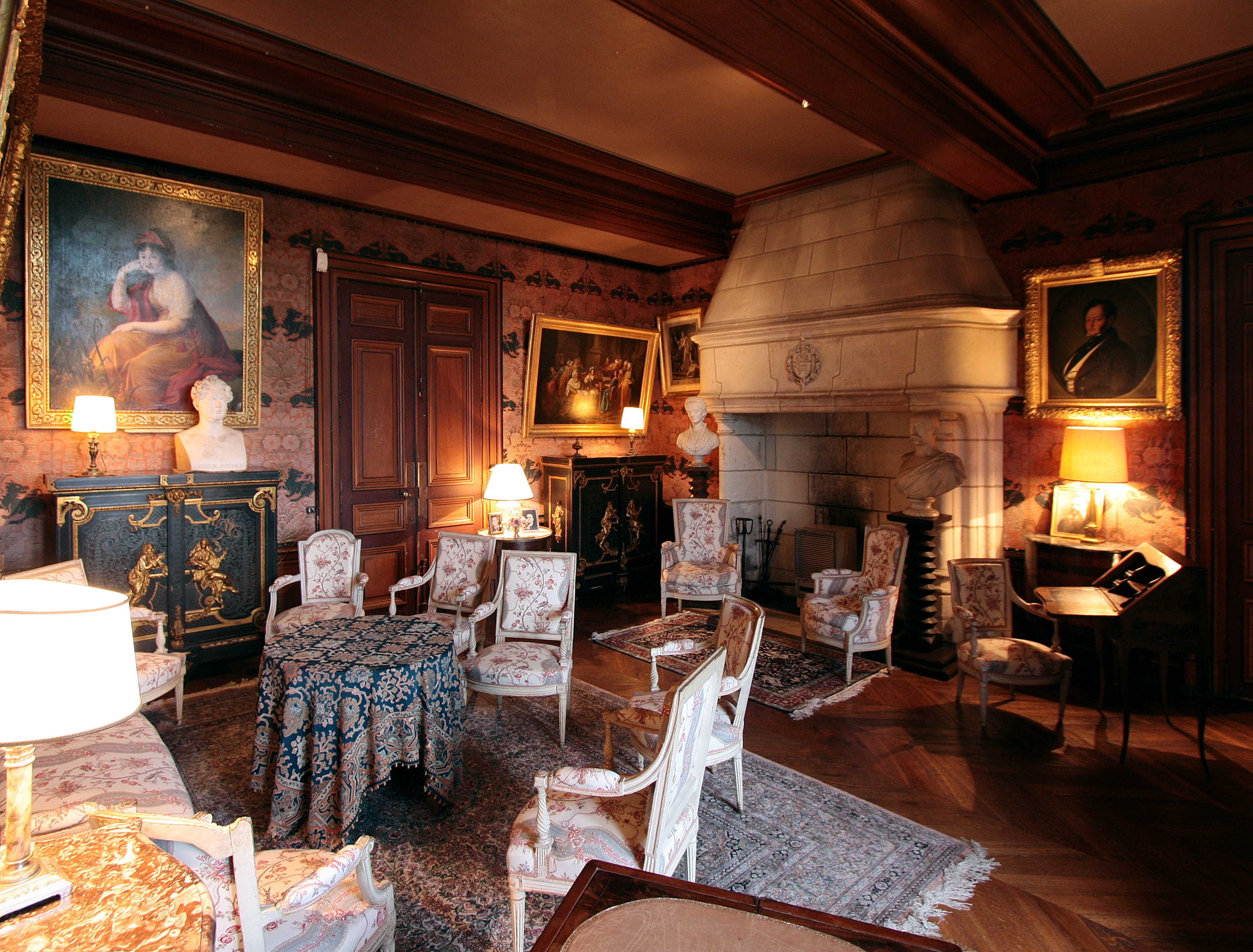
Der „Kleine Salon“ im Schloss Montrésor

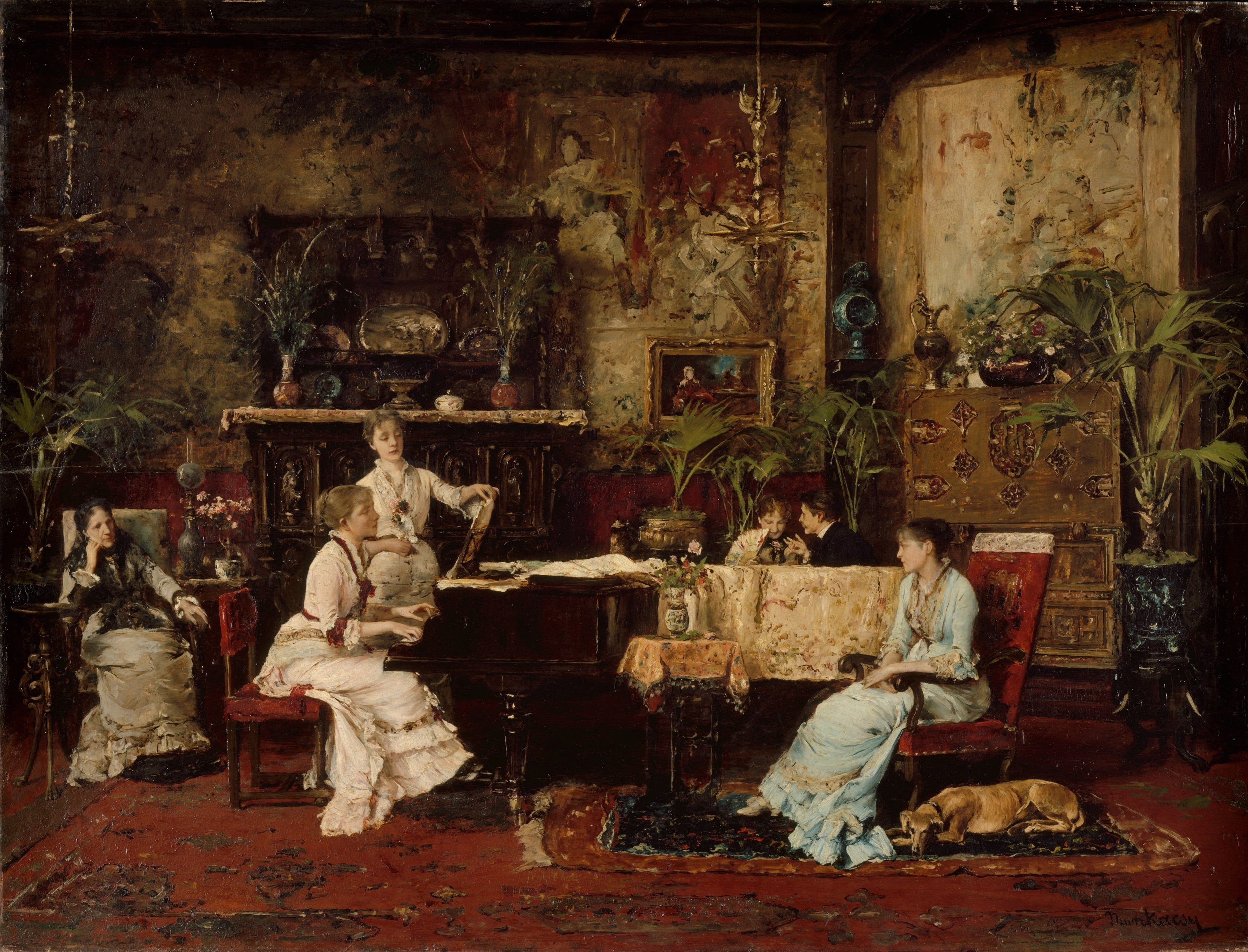
A zeneszoba, Gemälde eines großbürgerlichen Salons in der zweiten Hälfte des 19. Jahrhunderts, Mihály von Munkácsy, 1878

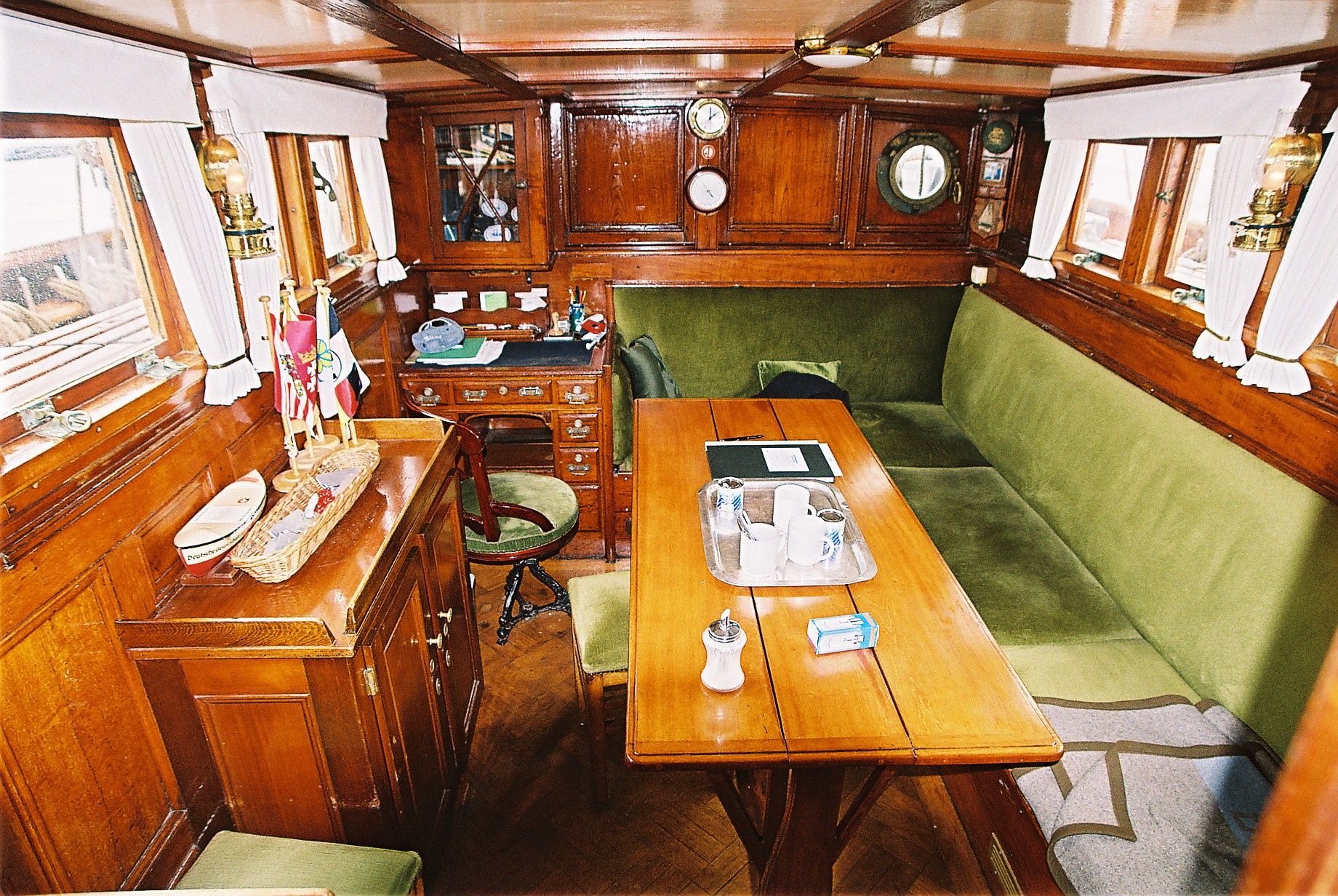
Salon auf See – Salon des Segelschiffs Amphitrite, gebaut als Regattayacht für einen wohlhabenden Engländer im späten 19. Jahrhundert

Salon (aus dem französischen salon [salɔ̃], zu italienisch salone, „großer Saal“) bezeichnet ein Gesellschaftszimmer, ein repräsentatives Empfangszimmer oder einen Saal in einem Privathaus oder eine intimere, ruhigere Räumlichkeit eines Hotels.

## Räumlicher Begriff als Ursprung
Das im Französischen erst für das Jahr 1664 nachweisbare Wort „salon“ ist das Ergebnis einer Sprachentwicklung und entstand für einen großen, reich dekorierten, von Säulen getragenen Saal, der häufig zwei Stockwerke umfasste. Ansonsten wurden Besucher in Räumen mit Bezeichnungen wie „cabinet“, „alcove“, „chambre“ etc. empfangen. Der „Blaue Salon“ der Marquise de Rambouillet hieß zu der Zeit ganz einfach „chambre bleue“.
Übernommen wurde der Salonbegriff zuerst für Empfangs- und Repräsentationsräume („salons de reception“) in Schlössern; in Versailles gibt es zum Beispiel den „Salon de la Paix“ oder den „Salon de la Guerre“. Um die Mitte des 18. Jahrhunderts wurden dann auch kleinere, bescheidenere und intimere Räume als Salons bezeichnet. Auch wurde das Miteinander mehr betont: die „salons de reception“ hießen jetzt „salons de compagnie“ oder „salons d’assemblie“. Diese Form der Zweckbestimmung spiegelte die Tendenz zur gesellschaftlichen Gleichstellung dort verkehrender Personen wider.
In der deutschen Sprache ersetzte der räumliche Salonbegriff in der Zeit um 1800 auch in den bürgerlichen Kreisen die Bezeichnung „Gesellschaftszimmer“.

## Ausdehnung auf die Salon-Geselligkeit
Die Ausdehnung des rein räumlichen Salonbegriffs auf die sogenannten „Konversationssalons“ ging einher mit den seit 1737 im „salon carré“ des Louvre regelmäßig stattfindenden Kunstausstellungen. Diese wurden ohne Zusatz als „salon“ bezeichnet, so dass der Begriff in diesem Zusammenhang beides einschloss, die räumliche Gegebenheit und den kulturellen, ästhetischen Anlass sowie allgemein die Gesellschaft, die sich dort versammelte. Für Salongesellschaften wurde diese Form der Bezeichnung allerdings erst im 19. Jahrhundert benutzt. Man sprach also nur in der Retrospektive von den großen literarischen (Literarischer Salon), künstlerischen (Salonmusik), philosophischen oder mondänen „Salons“ des 17. und 18. Jahrhunderts.

„Der Salon (a. d. Franz.) heißt bekanntermaaßen ein großer Saal in Palästen oder großen Gebäuden, welcher zur Gesellschaft, zum Ball etc. bestimmt ist. In Frankreich wurden ehedem Salons gewisse literarische und ästhetische Zirkel genannt, wo man sich zu feinen geistreichen Unterhaltungen versammelte, und wo öfters die merkwürdigsten Erscheinungen in der Literatur sowol (sic!) als in der Politik aufs lebhafteste besprochen wurden. Meistentheils standen diese Salons unter der Leitung einer schönen geistreichen Frau, in deren Hause sich dann öfters die ausgezeichnetsten Personen aus allen Ständen versammelten.“

Auch Bezeichnungen wie Modesalon und Friseursalon gehen auf diesen Salonbegriff zurück.